# Polkropp

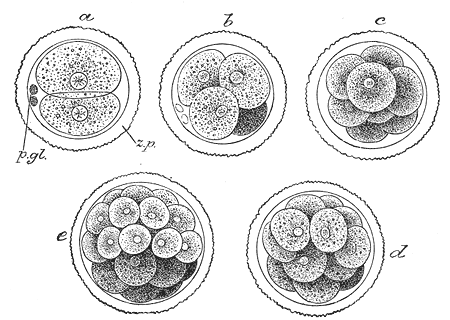
Illustration av de första stadierna av segmentering hos ett embryo av ett däggdjur: a. 2-cellstadiet. b. 4-cellstadiet. c. 8-cellstadiet. d, e. morula. z.p. är zona pellucida, p.gl. är polarkropparna.

Principskiss av bildningen av det färdiga ägget (mature ovum) respektive polkroppar (polar bodies).

Polkroppar eller polceller (med äldre terminologi även riktningskroppar) är cellstrukturer som finns inuti ägg, i form av två eller tre små celler bestående av främst cellkärna, med läge i äggets periferi. Polkropparna bildas genom avsnörning under oogenesen, meiosen som leder till den blivande äggcellen, och vid respektive delning hamnar en mycket mindre del av cellmaterialet i polkroppen än i den blivande äggcellen. Polkropparna har ingen känd funktion, och försvinner en tid efter de bildats.